# Charles Siffert
Pour les articles homonymes, voir Siffert.
Charles Siffert (1876-1939) est un homme politique français, maire de Besançon.

## Biographie
Né à Besançon le 8 février 1876, il suit les cours de l'école primaire supérieure puis exploite avec son père le café familial. Il crée ensuite un commerce de boissons, le Limonadier comtois, puis devient président de l'influente Confédération nationale des débitants de boissons et restaurateurs de France. Entré au conseil municipal de Besançon en 1906, il y siègera jusqu'à son décès. Radical-socialiste convaincu, il est élu maire en 1925, et réélu en 1929 et 1933. Sous son mandat, la ville est modernisée (égouts, eau, gaz, écoles...). Au prix de la destruction des remparts (portes d'Arènes), une avenue est aménagée et inaugurée en 1932, en portant, de son vivant, le nom du maire... Il est décédé le 28 juin 1939 d'une longue maladie.

## Sources
Besançon Votre Ville, n°330, décembre 2008.